# Phillips Academy
Die Phillips Academy (auch bekannt als Andover oder Phillips Andover) ist eine amerikanische Highschool mit Internat für Jungen und Mädchen (Koedukation) in Andover, Massachusetts, nahe Boston.

## Geschichte
Sie wurde während des Amerikanischen Unabhängigkeitskrieges 1778 von Samuel Phillips gegründet. George Washington sprach bei der Eröffnung. Seither gab es viele prominente Absolventen, darunter die Präsidenten George H. W. Bush und George W. Bush. 1896 wurde Harriet Beecher-Stowe, die mit ihrem Mann, einem Theologen, lange auf dem Schulgelände gewohnt hatte, hier begraben.
Bis zum Jahre 1973 war sie eine reine Knabenschule. In diesem Jahr wurde sie mit der Mädchenschule Abbot Academy in Andover zusammengeschlossen und steht seither allen Geschlechtern offen.

## Ruf der Schule
Die Phillips Academy gehört zu den weltweit bekanntesten Schulen. Viele der Absolventen immatrikulieren später an den Ivy-League-Universitäten.
Das Bewerbungsverfahren ist sehr selektiv: Weniger als 15 % der Bewerber werden angenommen.

## Alte Sprachen
Es werden Latein und Altgriechisch unterrichtet.

## Ehemalige Schüler

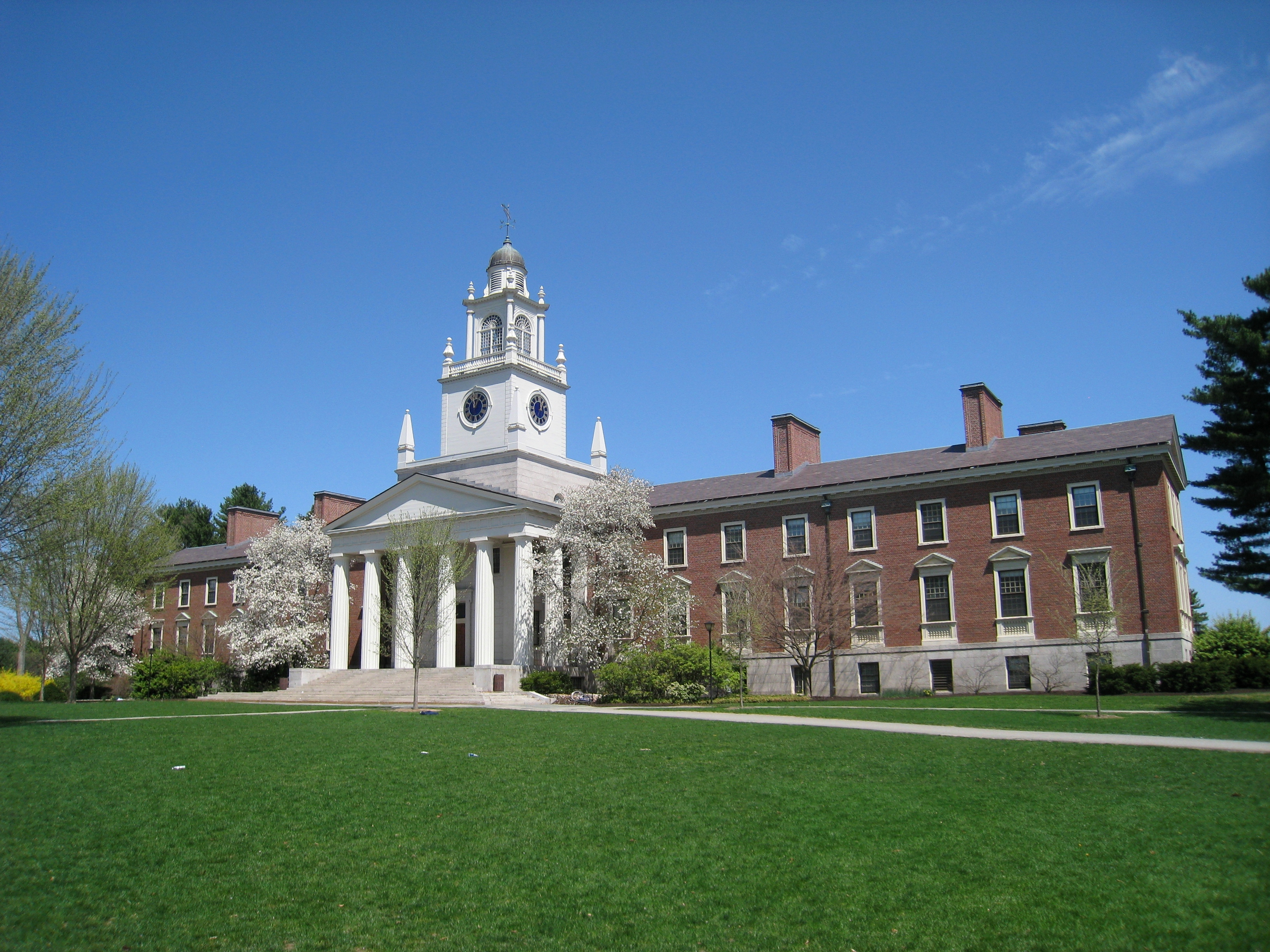
Samuel Phillips Hall

- Bill Belichick (* 1952), (Abschluss 1971), Trainer im American Football
- Humphrey Bogart (1899–1957), (kein Abschluss, musste 1918 die Schule verlassen), Schauspieler
- Paul Bremer (Abschluss 1959)
- Edgar Rice Burroughs (Abschluss 1894)
- George H. W. Bush (1936–1942)
- George W. Bush (Abschluss 1964)
- Jeb Bush (Abschluss 1971)
- Lincoln Chafee, US-Senator von Rhode Island (Abschluss 1971)
- William Sloane Coffin (Abschluss 1942)
- Bill Drayton, Social Entrepreneur
- Garnet Hathaway, Eishockeyspieler, (Abschluss 2010)
- William Le Baron Jenney (Abschluss 1846)
- John F. Kennedy jr. (1976–1979)
- Lawrence Kohlberg, US-amerikanischer Psychologe
- Marvin Minsky
- George P. Murdock
- Samuel Morse (Abschluss 1805, damals noch mit 14 Jahren)
- Niijima Jō (* 1843, Abschluss 1867), japanischer Christ und Erzieher[4]
- Sarah G. Rafferty (Schauspielerin)
- Ed Ronan, Eishockeyspieler
- Albert Sands Southworth (Fotopionier)
- William Vickrey, Wirtschaftsnobelpreisträger
- Olivia Wilde
- Daniel Lewis James, amerikanischer Schriftsteller (Pseudonym Danny Santiago)
- James Spader